# Villa di Volsanminiato
Villa di Volsanminiato si trova a Firenze, in via Pian de' Giullari 18, davanti alla villa della Torre del Gallo. Il curioso nome deriva dal crocicchio dove si trova, che era la "svolta" per San Miniato al Monte della strada proveniente dall'Impruneta.

## Storia
La villa è quattrocentesca e appartenne prima ai Baroncelli, poi ai Rinuccini, ai quali appartiene lo stemma sull'arco del portale (alla banda di losanghe accollate, accompagnata in capo da un lambello a tre, o quattro o cinque pendenti).
La villa è ben riconoscibile nel famoso affresco dell'Assedio di Firenze nella sala di Clemente VII in palazzo Vecchio: le truppe imperiali infatti nel 1529-1530 erano proprio schierate in questa zona di Firenze.

## Descrizione
La facciata esterna della villa è molto semplice, con un portale con cornice a bugnato, due finestre inginocchiate e qualche altra apertura con cornice in pietra serena. Più ornato è il prospetto interno, che dà sul giardino all'italiana, dove si vede la torretta che domina la facciata e che rivela l'origine medievale del complesso. Al centro si trova un cortile quadrangolare.
La villa, che contiene alcuni saloni affrescati, è ancora oggi abitata. Anche la cappellina privata è decorata da affreschi. Dal giardino si gode uno stupendo panorama dei colli verso Firenze, fino anche al Galluzzo e la Certosa.

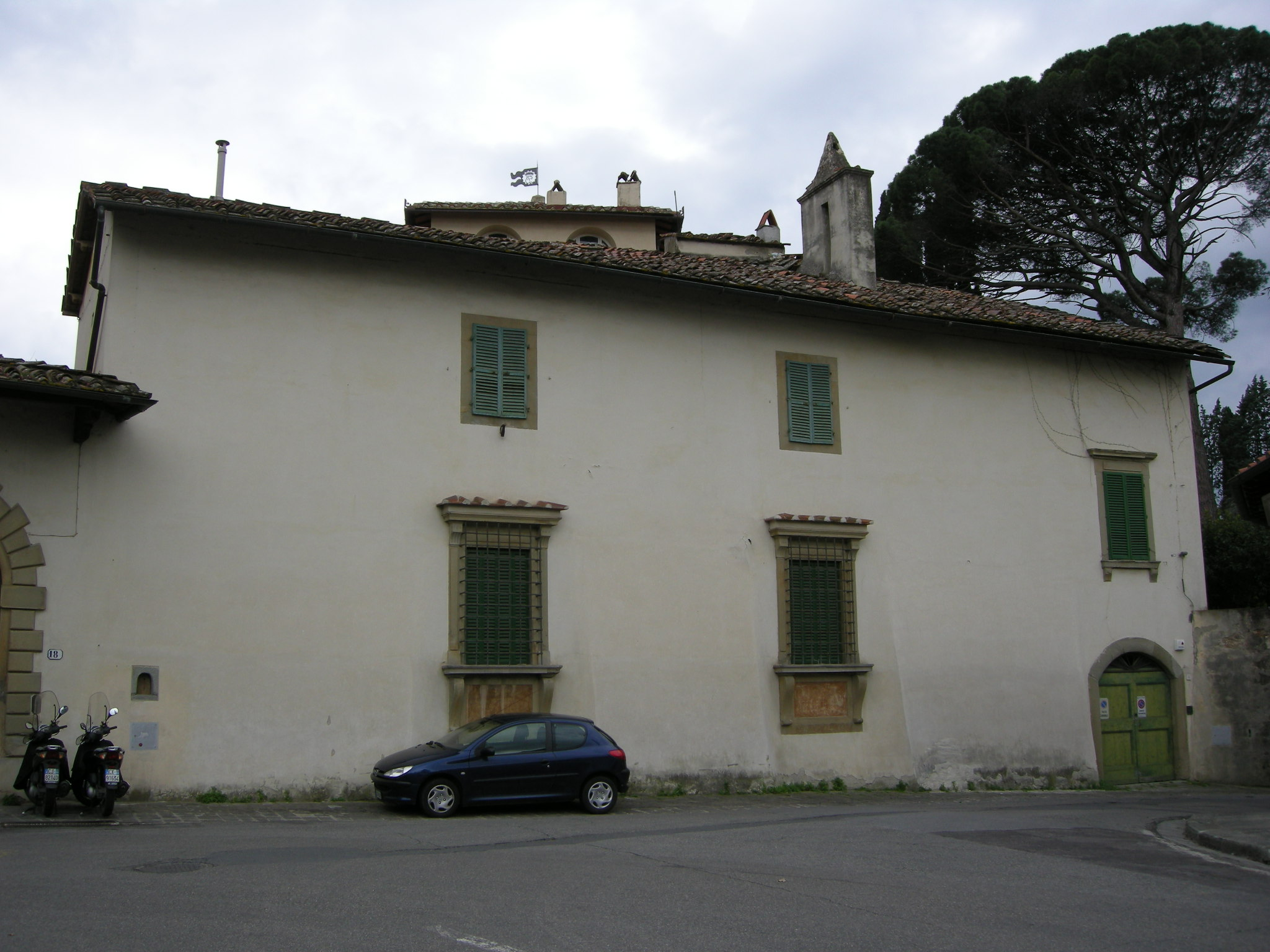
Facciata sulla strada
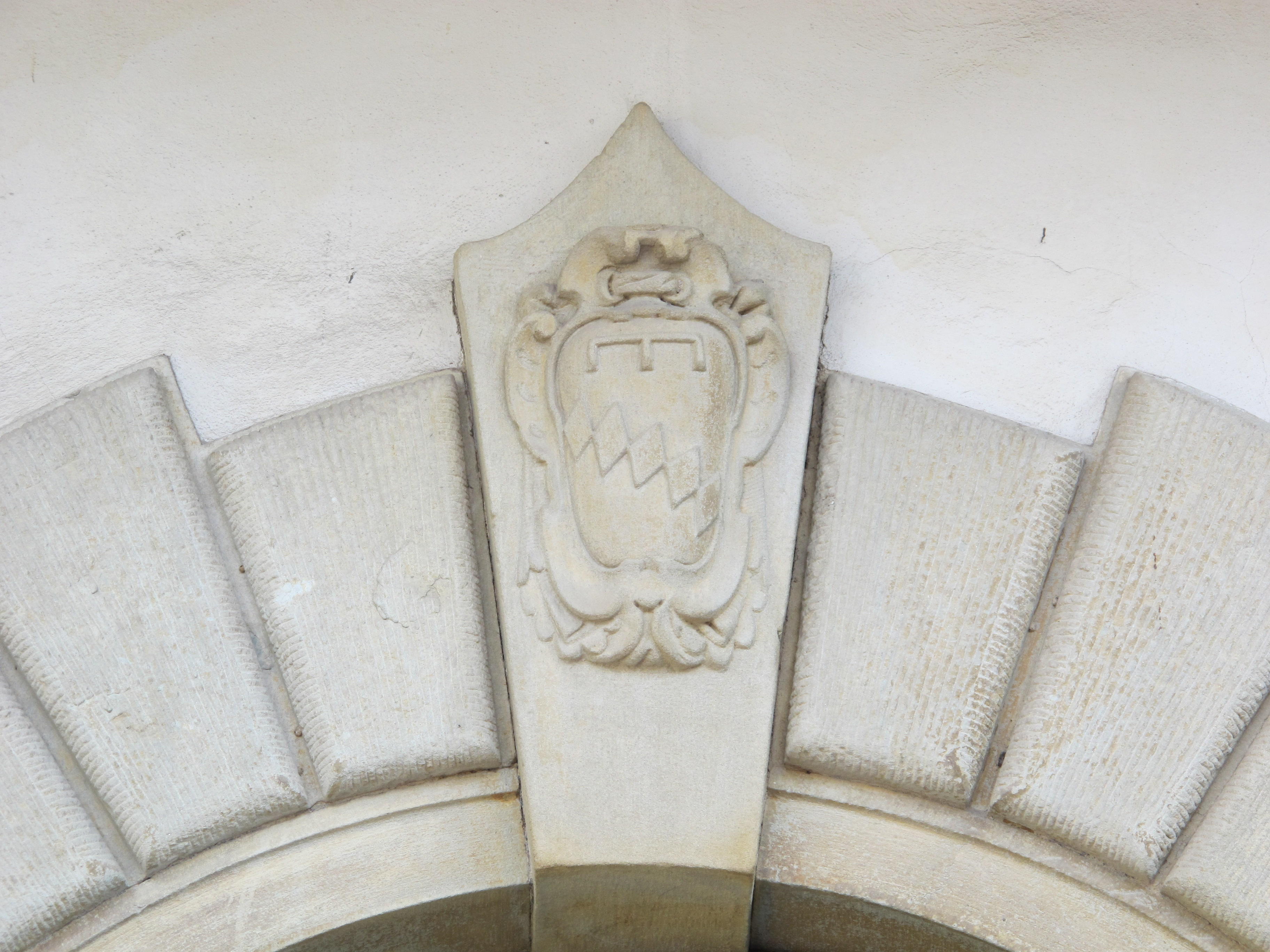
Stemma Rinuccini
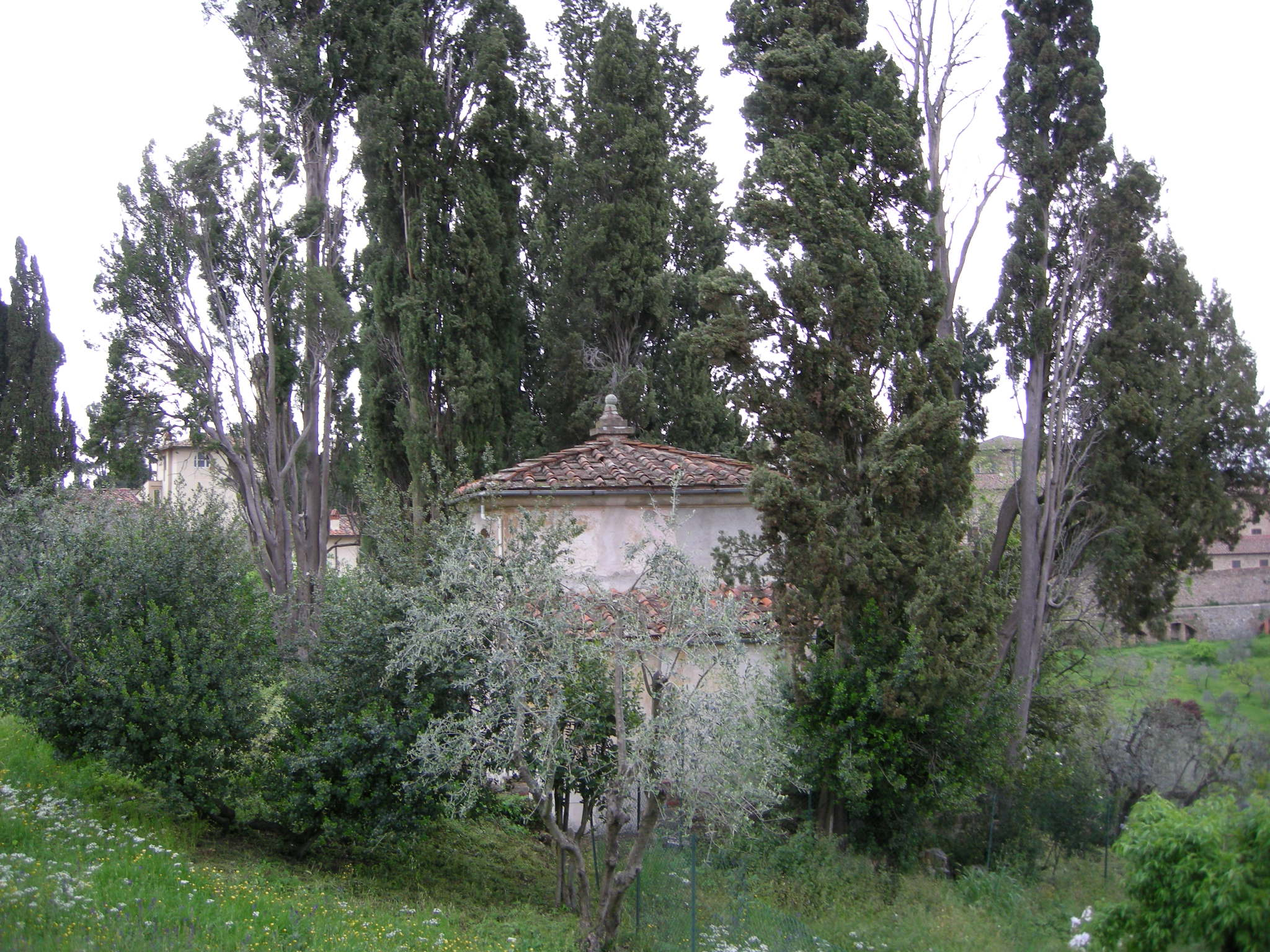
Cappellina